# Nobuo Nakamura
Nobuo Nakamura (中村伸郎 Nakamura Nobuo?, n. 14 septembrie 1908, Otaru, Japonia – d. 5 iulie 1991) a fost un actor japonez.

## Biografie
Nobuo Nakamura și-a început cariera artistică în 1926 în teatrul de marionete. El este cunoscut pentru aparițiile în mod regulat în filmele lui Yasujirō Ozu și Akira Kurosawa din anii 1950 și 1960. A interpretat adesea roluri de funcționari guvernamentali sau de directori de întreprinderi. Unele dintre mai celebre roluri ale sale în Occident sunt viceprimarul insensibil, care minimalizează meritele lui Watanabe, din filmul Ikiru (1952) al lui Kurosawa și soțul ținut sub papuc al coafezei din filmul Tokyo Story (1953) al lui Ozu. A mai interpretat, printre altele, rolul unui avocat al companiei în filmul The Bad Sleep Well (1960) și rolul unui director de departament al unei companii în filmul High and Low (1963), ambele filme fiind regizate de Kurosawa.
Unul dintre ultimele sale roluri în film a fost o apariție scurtă ca un escroc cu aspect de „profesor” decrepit în comedia Tampopo (1985) a lui Jūzō Itami. Nakamura a apărut în 75 de filme între 1942 și 1989.
În afara activității cinematografice, Nobuo Nakamura a desfășurat o bogată activitate teatrală și a devenit, de asemenea, renumit pentru contribuțiile sale notabile la dezvoltarea teatrului japonez modern. În 1937 a fondat compania Bungakuza, împreună cu Haruko Sugimura, Seiji Miyaguchi și Masayuki Mori. Printre roluri sale celebre se numără Polonius în Hamlet, regele Irod în piesa Salomeea a lui Oscar Wilde, Aleksandr Vladimirovici Serebriakov în Unchiul Vania al lui Cehov și Krapp în Ultima bandă a lui Krapp de Samuel Beckett. A jucat, de asemenea, în Macbeth, Neguțătorul din Veneția și în Livada de vișini. În anii 1950 și 1960 a interpretat roluri principale în piesele lui Yukio Mishima, printre care Rokumeikan, Prietenul meu Hitler și altele. În 1963 Nakamura a părăsit compania Bungakuza și, împreună cu Mishima, a fondat compania NLT. În aprilie 1968 Mishima, Nakamura și Takeo Matsuura au părăsit compania teatrală NLT și au fondat Roman Gekijō („Teatrul Romantic”).
Cel mai renumit și mai de succes rol al lui Nobuo Nakamura este considerat a fi profesorul din piesa Lecția a lui Eugen Ionescu. Nakamura a jucat pentru prima dată în Lecția în 1972 și a interpretat rolul profesorului în fiecare vineri seară la Shibuya Jean-Jean, un mic teatru din sectorul special Shibuya al capitalei Tokyo, până în 1983.

## Filmografie selectivă

### Filme de cinema
- 1946: Les Descendants de Taro Urashima (浦島太郎の後裔 Urashima Taro no koei?), regizat de Mikio Naruse
- 1952: Pas de consultations aujourd'hui (本日休診 Honitsu kyūshin?), regizat de Minoru Shibuya - Take
- 1952: Vivre (生きる Ikiru?), regizat de Akira Kurosawa - viceprimarul[14]
- 1953: Voyage à Tokyo (東京物語 Tokyo monogatari?), regizat de Yasujirō Ozu - Kurazo Kaneko
- 1955: Vivre dans la peur (生きものの記録 Ikimono no kiroku?), regizat de Akira Kurosawa - psihologul[15]
- 1955: Beast Man Snow Man (獣人雪男 Jū jin yuki otoko?), regizat de Ishirō Honda - profesorul Tanaka
- 1956: Printemps précoce (早春 Soshun?), regizat de Yasujirō Ozu - Arakawa
- 1956: Au gré du courant (流れる Nagareru?), regizat de Mikio Naruse
- 1957: Crépuscule à Tokyo (東京暮色 Tokyo boshoku?), regizat de Mikio Naruse - Sakae Aiba
- 1957: Tronul însângerat (蜘蛛巣城 Kumonosu jo?), regizat de Akira Kurosawa - un samurai fantomă[16]
- 1958: Omul cu ricșa (無法松の一生 Muhomatsu no issho?), regizat de Hiroshi Inagaki - fratele lui Yoshiko[17]
- 1958: Anzukko (杏っ子?), regizat de Mikio Naruse
- 1958: Fleurs d'équinoxe (彼岸花 Higanbana?), regizat de Yasujirō Ozu - Toshihiko Kawai
- 1959: La Condition de l'homme : Il n'y a pas de plus grand amour (人間の條件 Ningen no jōken?), regizat de Masaki Kobayashi - Honsha Buchō
- 1960: Fin d'automne (秋日和 Akibiyori?), regizat de Mikio Naruse - Shuzo Taguchi
- 1960: Les salauds dorment en paix (悪い奴ほどよく眠る Warui yatsu hodo yoku nemuru?), regizat de Akira Kurosawa - Yoshiko Nishi[18]
- 1960: Histoire singulière à l'est du fleuve (濹東綺譚 Bokutō kitan?), regizat de Shirō Toyoda - Sanji
- 1961: Comme épouse et comme femme (妻として女として Tsuma to shite onna to shite?), regizat de Mikio Naruse - Kimura
- 1962: Le Goût du saké (秋刀魚の味 Sanma no aji?), regizat de Yasujirō Ozu - Shuzo Kawai
- 1963: Entre le ciel et l'enfer (天国と地獄 Tengoku to jigoku?), regizat de Akira Kurosawa - directorul de departament Ishimaru[19]
- 1965: Frankenstein vs. Baragon (フランケンシュタイン対地底怪獣バラゴン Furankenshutain tai chitei kaijū Baragon?), regizat de Ishirō Honda - directorul sceptic al muzeului
- 1967: Nuages épars (乱れ雲 Midaregumo?), regizat de Mikio Naruse
- 1973: Scufundarea Japoniei (Nihon chinbotsu), regizat de Shirô Moritani
- 1985: Tampopo (タンポポ Tanpopo?), regizat de Jūzō Itami - escroc bătrân

### Filme de televiziune
- 1969: Ten to Chi to - Amari Torayasu
- 1972: Shin Heike Monogatari - Toba Sōjō
- 1978: Shiroi Kyotō - profesorul Azuma

## Premii și distincții
- 1967: Premiul Kinokuniya pentru teatru
- 1976: Medalia de onoare cu panglică purpurie[2]
- 1982: Premiul special Kinokuniya pentru teatru
- 1983: Premiul special pentru întreaga carieră la Festivalul de Film de la Yokohama

## Legături externe
- Nobuo Nakamura la Internet Movie Database
- Nobuo Nakamura pe Japanese Movie Database